# Слідство ведуть ЗнаТоКі. Нещасний випадок
«Нещасний випадок» — 7-а частина телевізійного детективного серіалу «Слідство ведуть ЗнаТоКі» 1972 року.

## Сюжет
Водій таксі скоїв наїзд на пішохода і зник; потерпілий помер на місці. Співробітниця контори з озеленення Локтєва, що знаходилася поруч, переписала свідків і передала список міліції. Справа потрапляє в руки Знаменському, професійну підтримку якому надає інспектор ДАІ Філіппов.
Перше завдання розслідування — знайти водія. За фрагментами фарби, що відшарувалася при ударі, Зіночка визначає, в який колір була пофарбована «Волга» до капітального ремонту, яка здійснила наїзд, що значно спрощує пошук. Через короткий час автомобіль виявляють і затримують його водія, молодого Олега Каталіна, який недавно працює в таксі.
Спочатку вина Каталіна виглядає очевидною, але виявляється, що не все так просто: шофер був тверезий, швидкості не перевищував, машина, хоч і не нова, була цілком справна. Сам Каталін стверджує, що намагався уникнути наїзду на пішохода, який несподівано перебіг проїзну частину в недозволеному місці: від різкого гальмування машину викинуло на тротуар, а потерпілий саме в цей момент вискочив з під'їзду будинку буквально під колеса. Міліціонер, який проводив опитування на місці події, згадує, що присутні очевидці, говорили про те ж.
На допитах переписаних Локтєвою свідків з'ясовується, що їх свідчення не приносять користі: ніхто з них не бачив аварію своїми очима і не може ні описати пішохода-порушника, ні навіть підтвердити, що він взагалі був. Локтєва приводить своїх товаришів по службі, Рачкова і Мосіна, які стверджують, що бачили сам наїзд. При допиті поодинці і перевірці на місці події виявляються несумісні розбіжності в їхніх показаннях: ясно, що всі троє покривають когось зі своїх, але щоб довести це, необхідно знайти справжніх свідків аварії.
Завдяки консультації Томіна і завзятості Філіппова справжні свідки події знаходяться. Винуватець аварії — Сотников, начальник контори, де працюють Локтєва, Рачков і Мосін. Але він зовсім не вважає, що відповідальний за смерть людини, він просто поспішав і йому було ніколи йти до переходу. Локтєва небайдужа до шефа але, будучи юристом, розуміє, що той вчинив злочин. Саме тому вона, опинившись на місці аварії, цілеспрямовано переписала «свідків», які не бачили Сотникова, а потім переконала Рачкова і Мосіна дати в міліції неправдиві свідчення, «щоб хорошу людину не затягали». При цьому вона сама вважає свої дії правильними; як і більшість, вона впевнена: якщо збитий пішохід — винен водій.

## Ролі та виконавці

### В головних ролях
- Георгій Мартинюк — Знаменський
- Леонід Каневський — Томін
- Ельза Леждей — Кібріт

### У ролях
- Лев Дуров — Панас Миколайович Філіппов, старший інспектор ДАІ
- Антоніна Дмитрієва — Мар'яна Тимофіївна Локтєва
- Борис Кудрявцев — Максим Тарасович Сотников
- Костянтин Бєрдиков — старшина
- Тигран Давидов — Василь Семенович Мосін, лжесвідок
- Олександр Ширшов — Володимир Іванович Рачков, ще один свідок лжесвідок
- Н. Никонова — Валя, дружина загиблого Сергія
- Андрій Мартинов — Олег Федорович Каталін
- Марія Пастухова — мати Каталіна
- Віра Васильєва — Маргарита Миколаївна
- Валерій Єрьомічев — Сергій Миколайович Зимін
- Костянтин Агєєв — Федченко
- Семен Соколовський — полковник Скопін
- Віктор Васильєв — старший лейтенант
- Галина Васькова — сусідка Сергія
- Ніна Бєлобородова — Катя, диспетчер (немає в титрах)
- Альбіна Матвєєва — свідок (немає в титрах)
- Леонід Персиянінов — один з перевірених водіїв (немає в титрах)
- Микола Серебренников — свідок

## Знімальна група
- Режисер — Юрій Кротенко
- Сценаристи — Олександр Лавров, Ольга Лаврова
- Композитор — Марк Мінков
- Художник — Лариса Мурашко